# Liste der Baudenkmale in Potsdam/R
Dieser Teil der Liste beinhaltet die Denkmale in Potsdam, die sich in Straßen befinden, die mit R beginnen. Der Stand der Liste ist der 31. Dezember 2020.

## Legende
In den Spalten befinden sich folgende Informationen:
- ID-Nr.: Die Nummer wird vom Brandenburgischen Landesamt für Denkmalpflege vergeben. Ein Link hinter der Nummer führt zum Eintrag über das Denkmal in der Denkmaldatenbank. In dieser Spalte kann sich zusätzlich das Wort Wikidata befinden, der entsprechende Link führt zu Angaben zu diesem Denkmal bei Wikidata.
- Lage: die Adresse des Denkmales und die geographischen Koordinaten. Link zu einem Kartenansichtstool, um Koordinaten zu setzen. In der Kartenansicht sind Denkmale ohne Koordinaten mit einem roten beziehungsweise orangen Marker dargestellt und können in der Karte gesetzt werden. Denkmale ohne Bild sind mit einem blauen bzw. roten Marker gekennzeichnet, Denkmale mit Bild mit einem grünen beziehungsweise orangen Marker.
- Bezeichnung: Bezeichnung in den offiziellen Listen des Brandenburgischen Landesamtes für Denkmalpflege. Ein Link hinter der Bezeichnung führt zum Wikipedia-Artikel über das Denkmal.
- Beschreibung: die Beschreibung des Denkmales
- Bild: ein Bild des Denkmales und gegebenenfalls einen Link zu weiteren Fotos des Baudenkmals im Medienarchiv Wikimedia Commons

## Baudenkmale
| ID-Nr.            | Lage                                                              | Bezeichnung | Beschreibung | Bild |
| ----------------- | ----------------------------------------------------------------- | --- | --- | --- |
| 09155786          | Nauener Vorstadt Reiterweg 1 (Lage)                               | Villa Tiedke | Die Turmvilla war ein Geschenk Friedrich Wilhelms IV. an den Kammerdiener Ernst Georg Tiedke. Ludwig Persius entwarf das Wohnhaus in Anlehnung an florentinische Stadtpaläste des Quattrocento, das der Maurermeister Adolph Wilhelm Hecker zwischen 1843 und 1845 ausführte. In der zweiten Bauphase um 1850 erfolgten Anbauten auf der Ostseite und um 1900 sowie um 1960 Um- und Einbauten im Innern. In den Wandnischen auf der Nord- und Westseite standen ehemals die Figuren „Ceres“ (gesichert) und „Humboldtsche Nymphe“ (verschollen) aus der Eisen- und Zinkgiesserei Moritz Geiß.                                     | Villa Tiedke |
| 09156587          | Nauener Vorstadt Reiterweg 3 (Lage)                               | Villa mit den Resten des Gartens und der Einfriedung | Die 1850 erbaute Villa entwarf Ludwig Ferdinand Hesse für den Königlichen Küchenmeister Johann Pichowsky. 1894 erfolgten umfangreiche Um- und Erweiterungsbauten in neobarocken Formen nach dem Entwurf des Baumeisters Felix Wolff. Weitere bauliche Veränderungen erfuhr die Villa 1898 unter anderem durch den Anbau des Westflügels nach Plänen der Berliner Architekten Zaar & Vahl. | Villa mit den Resten des Gartens und der Einfriedung |
| 09156084          | Bornstedt Ribbeckstraße 6 (Lage)                                  | Kron-Fidei-Commis-Gut Bornstedt | | weitere Bilder |
| 09156093          | Bornstedt Ribbeckstraße 7 (Lage)                                  | Schulhaus | Das zum Krongut Bornstedt gehörende ehemalige Schulhaus entstand 1855/56 nach dem Entwurf von Ludwig Ferdinand Hesse. Die Prinzen Wilhelm und Heinrich wurden hier zusammen mit den Dorfkindern von Georg Ernst Hinzpeter unterrichtet. Um die Räume besser belichten zu können, ließ Kronprinzessin Victoria den eingeschossigen Rohziegelbau 1868 umgestalten. Nach dem Bau eines größeren Schulhauses an der Potsdamer Straße (siehe: Schulplatz 1) diente das Haus der Unterbringung von Gutsarbeitern. Weitere Umbauten erfolgten 1964.                                                                                      | Schulhaus |
| 09156088          | Bornstedt Ribbeckstraße 27-30 (Lage)                              | Mietwohnhäuser | | Mietwohnhäuser |
| 09156089          | Bornstedt Ribbeckstraße 39 (Lage)                                 | Wohnhaus | | Wohnhaus |
| 09156085 Wikidata | Bornstedt Ribbeckstraße 40 (Lage)                                 | Pfarrkirche | Die Kirche hat einen freistehenden, 34 Meter hohen Campanile. Der vorgelagerte Säulengang entstand 1842/43 im italienischen Stil nach Entwürfen von Ludwig Persius. | weitere Bilder |
| 09156086          | Bornstedt Ribbeckstraße 40 / Eichenallee (Lage)                   | Bornstedter Friedhof, Gesamtanlage mit Selloschem Friedhof und Soldatengedenkfriedhof | Der Friedhof wurde 1599 angelegt. Der heutige Zustand geht auf die Wiederbelegung ab 1897 und eine Umgestaltung in den Jahren 1911 und 1912 zurück. Der unter Denkmalschutz stehende Teil 1 des Friedhofes wird nicht mehr belegt. Er gliedert sich in fünf Teile und den Sello-Friedhof, der Friedhof der Hofgärtnerfamilie Sello. | weitere Bilder |
| 09156183          | Bornstedt Ribbeckstraße 44/45 (Lage)                              | Deputantenhaus des Kron-Fidei-Commis-Gutes Bornstedt mit Holz- und Schweinestall, Vor- und Hausgarten sowie Resten der Einfriedung | Die ein- und zweigeschossigen Rohziegelbauten entstanden im Zuge der Neugestaltung des Kronguts Bornstedt. Das Wohnhaus wurde 1848 auf dem Gewölbekeller eines abgerissenen Magazingebäudes errichtet und diente der Unterbringung von Deputanten und deren Familien. | Deputantenhaus des Kron-Fidei-Commis-Gutes Bornstedt mit Holz- und Schweinestall, Vor- und Hausgarten sowie Resten der Einfriedung |
| 09156091          | Bornstedt Ribbeckstraße 50 (Lage)                                 | Villa | | Villa |
| 09156092          | Bornstedt Ribbeckstraße 51 (Lage)                                 | Turmvilla | Die im italienisierenden Stil errichtete Villa entstand 1872 nach dem Entwurf des Architekten Emil Kopp. Dem Gebäude wurde später noch ein Turm mit Belvedere hinzugefügt. | Turmvilla |
| 09157039          | Babelsberg Nord Robert-Koch-Straße 3 (Lage)                       | Villa von Dechend | | Villa von Dechend |
| 09157073          | Babelsberg Nord Robert-Koch-Straße 10 (Lage)                      | Wohnhaus Wille | | [[Vorlage:Bilderwunsch/code!/C:52.398365,13.114124!/D:Babelsberg Nord Robert-Koch-Straße 10, Wohnhaus Wille!/\|BW]] |
| 09156783          | Babelsberg Nord Rosa-Luxemburg-Straße 13 (Lage)                   | Landhaus „Zankapfel“ | Landhaus mit tief herunter gezogenen Mansarddach. Entworfen nach unterschiedlicher Quellenlage um 1908 bzw. 1910/11 von Emilie Winkelmann, der ersten freiberuflichen Architektin Deutschlands, für die Offizierswitwe Jenny Grupe und ihre erwachsenen Töchter, die Künstlerinnen Adele und Margot Grupe. Die das Landhaus umgebene Gartenanlage mit Pagode und Gartenteich wurde als Senkgarten von der Firma Späth in Zusammenhang mit der benachbarten Villa Vorberg gestaltet. 1912 auf der Ausstellung „Die Frau in Haus und Beruf“ in der Abteilung „Die Frau in der Architektur“ unter dem Namen „Zankapfel“ vorgestellt. | Landhaus „Zankapfel“ |
| 09156776          | Babelsberg Nord Rosa-Luxemburg-Straße 14 (Lage)                   | Villa Vorberg | Von der Witwe Johanna Vorberg 1904 in Auftrag gegebenes Wohnhaus. Ab 1908 von ihrer Tochter, der Malerin und Kunsthandwerkerin Margarete Vorberg (1867 – 1928) bewohnt. Kompakter Bau mit im Inneren eher konventionellen Grundriss. Die strenge Gliederung der Fassaden wird aufgelockert durch eine dezente Putzornamentik mit Blumen und Tuchgehängen. | Villa Vorberg |
| 09156658          | Babelsberg Nord Rosa-Luxemburg-Straße 18 (Lage)                   | Mietwohnhaus im Landhausstil | | Mietwohnhaus im Landhausstil |
| 09157155          | Babelsberg Nord Rosa-Luxemburg-Straße 21 (Lage)                   | Villa mit Garten, Wegepflasterung und Einfriedung. | „Landhaus Lessing“. Architekt: Hermann Muthesius. Bauherr: Ernst & Marry Hahn, Verleger. Inspiriert von englischen Landhäusern ist die Verbindung des Wohnens in Haus und Garten Hauptgegenstand des Architektenentwurfs. Der Garten ist zweifach terrassiert und durch Trockenmauern hervorgehoben. Das Rasenparterre wird von Blumen- und Staudenbeeten gesäumt, die teils von Natursteinblöcken gefasst sind. Der mit großen Altbäumen ausgestattete Garten ist von Naturstein- und Rasenwegen durchzogen. | Villa mit Garten, Wegepflasterung und Einfriedung. |
| 09156723          | Babelsberg Nord Rosa-Luxemburg-Straße 24 (Lage)                   | Villa mit Torgebäuden und Einfriedung | Errichtet 1912 vom jüdischen Architekten Siegfried Ittelson für den Fabrikanten Felix Morris Thompson. Wohnsitz von Richard Tauber während seiner Filmaufnahmen bei der UFA bis 1933. Filmkulisse im Film „Schwarze Rosen“ der Ufa 1935. Ab 1936 Sitz der Kreisverwaltung der NSDAP. In den 1970er Jahren Nutzung durch die Hochschule für Film und Fernsehen als Bibliotheks- und Internatsgebäude. | Villa mit Torgebäuden und Einfriedung |
| 09156061          | Babelsberg Nord Rosa-Luxemburg-Straße 27 (Lage)                   | Wohnhaus des Schriftstellers H. Marchwitza einschließlich Gedenktafel | Baujahr um 1957, Wohnhaus des Schriftstellers Hans Marchwitza | Wohnhaus des Schriftstellers H. Marchwitza einschließlich Gedenktafel |
| 09156659          | Babelsberg Nord Rosa-Luxemburg-Straße 29 (Lage)                   | Wohnhaus Bernhardt | Baujahr 1922–23, Architekt Fritz Ruhemann, Bauherr Georg Bernhardt, Physiker, Ausführung Hans Hertsch, Bauunternehmer Klein-Glienicke, Umbau 1939 und 1958, verputzter eingeschossiger Ziegelbau, Dachwerk Zollinger-Lamellen-Dach | Wohnhaus Bernhardt |
| 09156660          | Babelsberg Nord Rosa-Luxemburg-Straße 31 (Lage)                   | Landhaus Hupfer | | Landhaus Hupfer |
| 09157196          | Babelsberg Nord Rosa-Luxemburg-Straße 40 (Lage)                   | Landhaus Wiener mit Resten der Gartenanlage | | Landhaus Wiener mit Resten der Gartenanlage |
| 09156006          | Babelsberg Nord Rudolf-Breitscheid-Straße (Lage)                  | Bahnhof Babelsberg mit Aufgängen | | weitere Bilder |
| 09155990          | Babelsberg Nord Rudolf-Breitscheid-Straße 2, 4, 10, 12, 24 (Lage) | Oberlinhaus mit Taubstummen-Blinden-Haus, Altem Handwerkerhaus, Feierabendhaus, Diakonissenhaus, „Kinderkrüppelhaus“, „Krüppelschulhaus“, Maria-Martha-Haus (Krankenhaus), Kirche, Beamtenhaus, Neues Handwerkerhaus „Krüppellehrwerkstätten“, (ehemaliges) Kreiskrankenhaus des Landkreises Teltow | | Oberlinhaus mit Taubstummen-Blinden-Haus, Altem Handwerkerhaus, Feierabendhaus, Diakonissenhaus, „Kinderkrüppelhaus“, „Krüppelschulhaus“, Maria-Martha-Haus (Krankenhaus), Kirche, Beamtenhaus, Neues Handwerkerhaus „Krüppellehrwerkstätten“, (ehemaliges) Kreiskrankenhaus des Landkreises Teltow |
| 09155991          | Babelsberg Nord Rudolf-Breitscheid-Straße 25 (Lage)               | Wohn- und Geschäftshaus in der alten „Kolonie Nowawes“ | | Wohn- und Geschäftshaus in der alten „Kolonie Nowawes“ |
| 09155992          | Babelsberg Nord Rudolf-Breitscheid-Straße 27 (Lage)               | Wohn- und Geschäftshaus in der alten „Kolonie Nowawes“ | | Wohn- und Geschäftshaus in der alten „Kolonie Nowawes“ |
| 09155993          | Babelsberg Nord Rudolf-Breitscheid-Straße 29 (Lage)               | Wohn- und Geschäftshaus in der alten „Kolonie Nowawes“ | | Wohn- und Geschäftshaus in der alten „Kolonie Nowawes“ |
| 09155994          | Babelsberg Nord Rudolf-Breitscheid-Straße 31 (Lage)               | Wohn- und Geschäftshaus in der alten „Kolonie Nowawes“ | | Wohn- und Geschäftshaus in der alten „Kolonie Nowawes“ |
| 09155995          | Babelsberg Nord Rudolf-Breitscheid-Straße 33 (Lage)               | Mietwohnhaus in der alten „Kolonie Nowawes“ | | Mietwohnhaus in der alten „Kolonie Nowawes“ |
| 09156263          | Babelsberg Nord Rudolf-Breitscheid-Straße 35 (Lage)               | Wohn- und Geschäftshaus in der alten „Kolonie Nowawes“ | | Wohn- und Geschäftshaus in der alten „Kolonie Nowawes“ |
| 09155996          | Babelsberg Nord Rudolf-Breitscheid-Straße 36 (Lage)               | Wohn- und Geschäftshaus in der alten „Kolonie Nowawes“ | | Wohn- und Geschäftshaus in der alten „Kolonie Nowawes“ |
| 09155997          | Babelsberg Nord Rudolf-Breitscheid-Straße 39 (Lage)               | Kolonistenhaus in der alten „Kolonie Nowawes“ | | Kolonistenhaus in der alten „Kolonie Nowawes“ |
| 09155998          | Babelsberg Nord Rudolf-Breitscheid-Straße 45 (Lage)               | Kolonistenhaus in der alten „Kolonie Nowawes“ | | Kolonistenhaus in der alten „Kolonie Nowawes“ |
| 09155999          | Babelsberg Nord Rudolf-Breitscheid-Straße 60 (Lage)               | Kolonistenhaus in der alten „Kolonie Nowawes“ | | Kolonistenhaus in der alten „Kolonie Nowawes“ |
| 09156000          | Babelsberg Nord Rudolf-Breitscheid-Straße 63 (Lage)               | Kolonistenhaus in der alten „Kolonie Nowawes“ | | Kolonistenhaus in der alten „Kolonie Nowawes“ |
| 09156003          | Babelsberg Nord Rudolf-Breitscheid-Straße 71 (Lage)               | Kolonistenhaus in der alten „Kolonie Nowawes“ | | Kolonistenhaus in der alten „Kolonie Nowawes“ |
| 09156004          | Babelsberg Nord Rudolf-Breitscheid-Straße 77 (Lage)               | Kolonistenhaus in der alten „Kolonie Nowawes“ | | Kolonistenhaus in der alten „Kolonie Nowawes“ |
| 09156265          | Babelsberg Nord Rudolf-Breitscheid-Straße 79, 79a (Lage)          | Kolonistenhaus in der alten „Kolonie Nowawes“ | | Kolonistenhaus in der alten „Kolonie Nowawes“ |
| 09156266          | Babelsberg Nord Rudolf-Breitscheid-Straße 81 (Lage)               | Kolonistenhaus in der alten „Kolonie Nowawes“ | | Kolonistenhaus in der alten „Kolonie Nowawes“ |
| 09156005          | Babelsberg Nord Rudolf-Breitscheid-Straße 83, 84 (Lage)           | Kolonistenhaus in der alten „Kolonie Nowawes“ | | Kolonistenhaus in der alten „Kolonie Nowawes“ |
| 09157159          | Babelsberg Nord Rudolf-Breitscheid-Straße 162 (Lage)              | Gebäude der Klinder-Netzefabrik: Fabrikationsgebäude, Verwaltungstrakt und Kraftstation mit Schornstein | | Gebäude der Klinder-Netzefabrik: Fabrikationsgebäude, Verwaltungstrakt und Kraftstation mit Schornstein |
| 09156662          | Babelsberg Nord Rudolf-Breitscheid-Straße 184a-b (Lage)           | Villa Gumpert mit Einfriedung (auch Nr. 182) | Die 1892 für den Berliner Bankier Adolph Pincussohn errichtete Villa von Emanuel Heimann orientiert sich an Formen des französischen Barocks. Um 1895 wurde die Villa an den Kaufmann Paul Gumpert verkauft. | Villa Gumpert mit Einfriedung (auch Nr. 182) |
| 09156184          | Babelsberg Nord Rudolf-Breitscheid-Straße 201 (Lage)              | S-Bahnhof Griebnitzsee | Der Bahnhof wurde 1930-1931 nach Entwurf des Architekten und Reichsbahnrates Günther Lüttich, Vertreter des modernen, funktionalen Stils, errichtet. Ab 1952 war Griebnitzsee Kontrollbahnhof, der für DDR-Bürger nicht zugänglich war. | weitere Bilder |
| 09156185          | Babelsberg Nord Rudolf-Breitscheid-Straße 210 (Lage)              | Wohnhaus Körting mit Resten der Gartenanlage und der straßenseitigen Einfriedung | | Wohnhaus Körting mit Resten der Gartenanlage und der straßenseitigen Einfriedung |
| 09156663          | Babelsberg Nord Rudolf-Breitscheid-Straße 232, 234 (Lage)         | Sommerhausgruppe, bestehend aus Villa „Tannwald“ und Villa „Grüneck“ | | Sommerhausgruppe, bestehend aus Villa „Tannwald“ und Villa „Grüneck“ |
| 09156809          | Bornim Rückertstraße 1 (Lage)                                     | Dorfkirche Bornim | | weitere Bilder |
| 09156806          | Bornim Rückertstraße 32 (Lage)                                    | Gehöft, bestehend aus Wohnhaus, Nebengebäude, Stall und Scheune sowie Hofpflasterung | | [[Vorlage:Bilderwunsch/code!/C:52.425737,13.000516!/D:Bornim Rückertstraße 32, Gehöft, bestehend aus Wohnhaus, Nebengebäude, Stall und Scheune sowie Hofpflasterung!/\|BW]] |
| 09156661          | Bornim Rückertstraße 37, 37a-b, 38 (Lage)                         | Amtsgehöft mit Herrenhaus, Brennerei und Oberförsterhaus | | [[Vorlage:Bilderwunsch/code!/C:52.424093,12.998977!/D:Bornim Rückertstraße 37, 37a-b, 38, Amtsgehöft mit Herrenhaus, Brennerei und Oberförsterhaus!/\|BW]] |
| 09156312          | Jägervorstadt Ruinenbergstraße 1-43 (Lage)                        | Siedlung des Beamten-Wohnungs-Vereins „Vaterland“ | | Siedlung des Beamten-Wohnungs-Vereins „Vaterland“ |
| 09155738          | Nauener Vorstadt Russische Kolonie 1-14 (Lage)                    | Russische Kolonie „Alexandrowka“ mit Gehöftanlagen | | weitere Bilder |
| 09155789          | Nauener Vorstadt Russische Kolonie 14 (Lage)                      | Alexander-Newsky-Kapelle | Die Alexander-Newski-Gedächtniskirche wurde auf dem Kapellenberg zwischen 1826 und 1829 für die aus Russland stammenden Soldaten des Sängerchors der Alexandrowka errichtet. Das Gebäude entstand nach Entwürfen von Wassili Petrowitsch Stassow. Karl Friedrich Schinkel fügte klassizistische Stilelemente hinzu. | Alexander-Newsky-Kapelle |